# Sběratelství

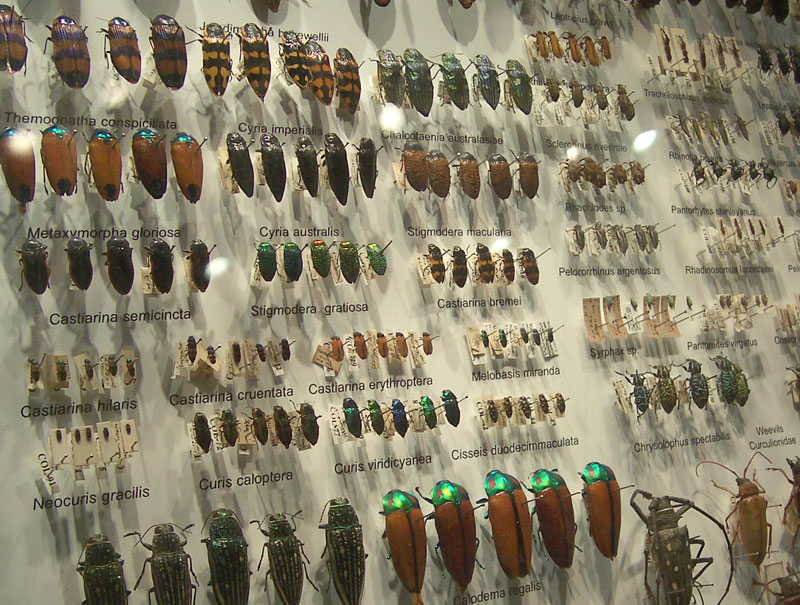
Sbírka brouků v Melbourne Museum v Austrálii

Sběratelství je koníček (hobby), který spočívá v získávání specifického druhu předmětů (popřípadě i zážitků s nimi spojených), založeném na specifickém zájmu sběratele a jejich uchovávání ve sbírce. Některé hodnotné sbírky se stávaly a stávají součástí muzeálních sbírek či základem vzniku tematicky zaměřených muzeí.
Sběratelé sbírají např.:
- přírodniny – hmyz, lastury, kaktusy, jiné sukulenty, orchideje, minerály, fosilie, …
- předměty – poštovní známky, poštovní razítka, pohlednice, nálepky a etikety, mince, plakety, medaile, vyznamenání a řády, odznaky, notafilie (bankovky, papírová platidla), zbraně (chladné, palné, …) výtvarné umění (obrazy, grafika, exlibris, bibliofilie, drobné plastiky a sochy, umělecké fotografie aj.), knižní edice a řady, bibeloty, autografy, první vydání knih, hudebniny, šperky, porcelán, sklo, hodiny, hodinky, hrací strojky, hudební nástroje, miniatury, gramofonové desky a jiné hudební nosiče, hračky (panenky, cínové vojáčky, loutky,…), nábytek, betlémy, jiné než uvedené starožitnosti, asiatika, fotografie osobností, turistické suvenýry (turistické známky, nálepky, kovové štítky na turistické hole,…), sportovní vybavení (lyže,…), pivní suvenýry a pivní sklenice, papírové jídelní ubrousky, cigaretové obaly a další kuřácké potřeby, lovecké trofeje, sportovní dresy či trofeje, hlavolamy, osobní počítače, mobily, telefonní karty, jízdenky, vstupenky, žvýkačky, obaly od čokolád, ...
- modely – modely aut, letadel, lodí či železnic (Abrex, Matchbox, …), …
- skládanky, vystřihovánky, papírové modely, …
- vozidla, plavidla, kola, stroje (stabilní motory, …), …
- autogramy
- alkohol, např. whisky
- aj.

Sbírka rostlin a jejich částí viz herbář.

## Historie

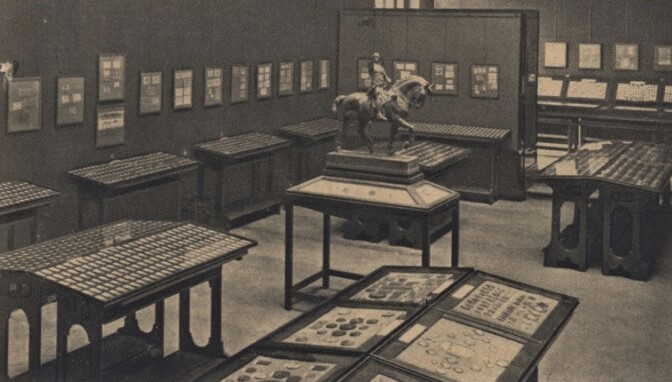
Výstava sběratelů mincí, Plzeň 1929

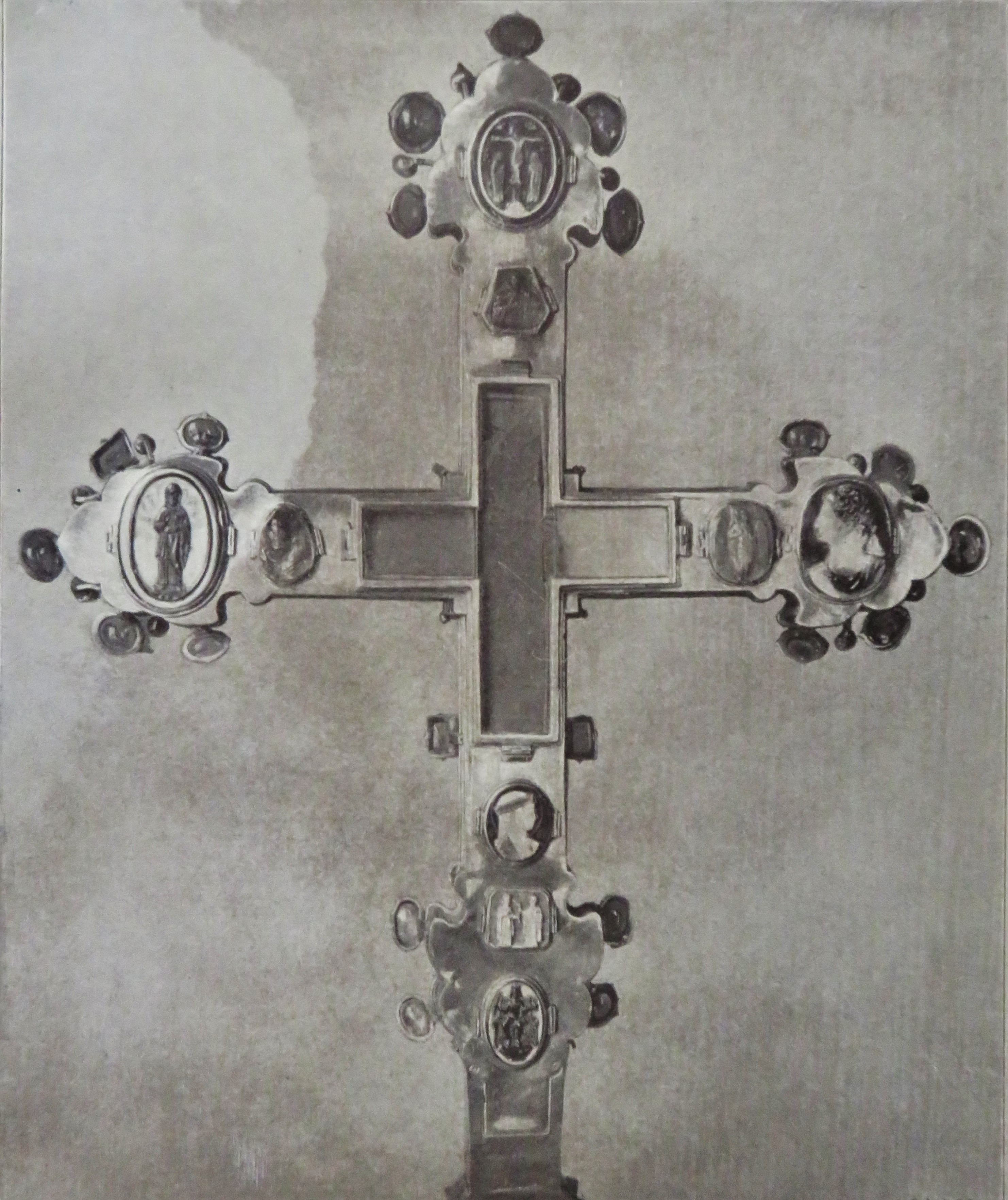
Korunovační (ostatkový) kříž ze sbírky Karla IV. (foto 1903)

Ve středověku světští představitelé často sbírali relikvie, v Českém království se takto proslavil Karel IV. (Ke vzniku sbírek relikvií vedly náboženské, nikoli moderní sběratelské důvody.) Tehdy i později šlechta vystavovala na zámku lovecké trofeje, obrazy, upomínky z cest aj. V době kolonizace bylo módou sbírat různé předměty od domorodých kmenů, jako například masky a brože. Ve 20. století bylo populární sbírání známek, ex libris; v USA se za druhé světové války sbíraly baseballové karty.

### Historické sbírky v Česku
V českých zemích byla významná zejména kunstkamera Rudolfa II., dále např. kabinet kuriozit knížete Metternicha na zámku Kynžvart nebo sbírka Ferdinanda d'Este s motivem svatého Jiří na Konopišti.

## Hledisko psychologie
Carl Gustav Jung byl přesvědčen, že sběratelství pochází z evolučně vyvinutého lidského pudu z doby lovců a sběračů. Sigmund Freud se domníval, že jde o trauma z mládí kontrolovat vylučování. Werner Muensterburger zase tvrdil, že základy lidské tendence shromažďovat materiální bohatství jsou položeny v raném dětství, když si osamocené dítě hledá náhradu matky v hračkách. V podobném duchu uvažoval psychoanalytik Donald Winnicott: Ve své teorii popisuje tranzitivní objekty (comfort objects), které pomáhají nahradit chybějící matku. Podle Winnicotta jsou pak tyto objekty, vůbec první, které člověk v životě získá, tím, co pomáhá vytvořit dítěti koncept teorie mysli – a tedy i vlastní identitu. V extrémním případě může vášeň sběratelství přerůst i v diagnostikovanou chorobu známou jako Diogenův syndrom.

## Sběratelské obory
Jen v pražském Klubu sběratelů kuriozit je evidováno přes 200 netradičních sběratelských oborů. Sběratelé tzv. tradičních oborů jsou organizováni v řadě klubů po celém světě, někdy se sdružují do celých svazů (nejznámější je filatelistický nebo Klub sběratelů autogramů). Naproti tomu mnohé další obory jsou natolik specifické, že svou organizační základnu nemají.
- filatelie, sbírání poštovních známek
- filumenie, sbírání zápalkových nálepek
- filokartie, sbírání pohlednic
- numismatika, sbírání mincí
- notafilie, sbírání bankovních tisků a především bankovek

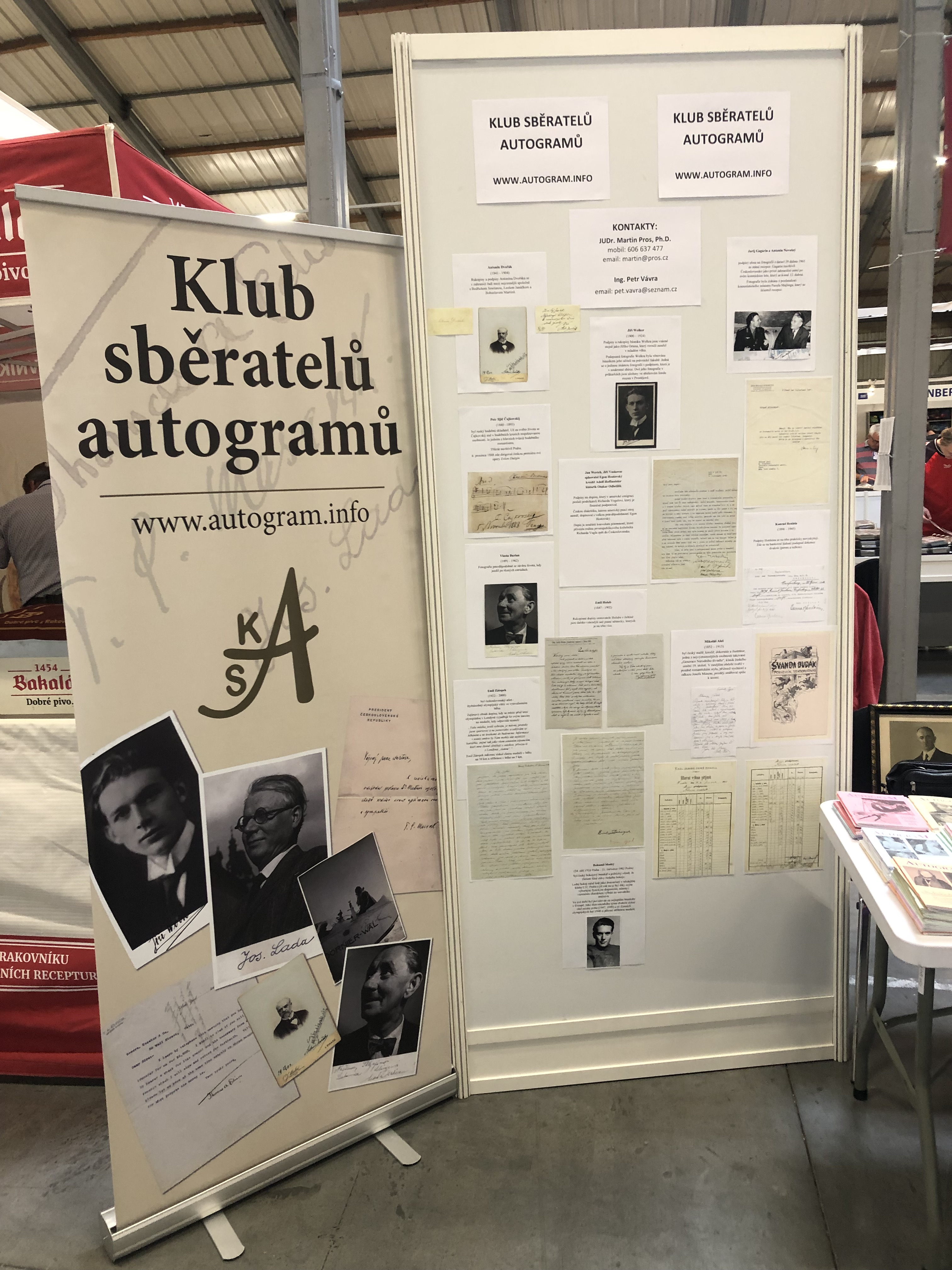
Klub sběratelů autogramů na veletrhu Sběratel 2019

- sběratelství odznaků

## Organizace a akce sběratelů
Sběratelé mají tendenci své sbírky prezentovat na odborné úrovni i laické veřejnosti. Většina z nich se účastní akcí, jako jsou burzy a výměnná setkání, vernisáže výstav, aukce.
Většina pokročilých sběratelů se sdružuje do sběratelských klubů, které bývají registrovány jako spolky. Pokud je sběratelská základna dostatečně početná a sběratelských útvarů více, vznikají zájmová sběratelská sdružení včetně celorepublikových i mezistátních. Vydávají své časopisy, věstníky a udržují webové stránky. V návaznosti na šíři základny pořádají krajské, celostátní i mezinárodní výstavy.

### Související literatura, výběr
- BOHATCOVÁ, Mirjam. Česká kniha v proměnách staletí. 1. vyd. Praha: Panorama, 1990. 622 s. ISBN 80-7038-131-0.
- BROŽKOVÁ, Helena et al. Sběratelství. 1. vyd. Praha: Svoboda, 1983. 160 s. Členská knižnice nakladatelství Svoboda.
- BROUK, Bohuslav. Lidé a věci. 1. vyd. Praha: Václav Petr, 1947. 405 s., obr. příl. Plány a díla, sv. 4. [Ukázky přetištěny in: Analogon. 2008, roč. 20, č. 54, s. I–XII.]
- HEJZLAR, Pavel. Papírová platidla na území Čech, Moravy a Slovenska 1900–2022: Rakousko–Uhersko 1900–1918: Československo 1919–1992: Česká republika 1993–2022: Slovenská republika 1993–2009: Německo 1938–1945: Maďarsko 1938–1945: Polsko 1938–1939. 2., dopl. vyd. Praha: Aurea Numismatika, 2022. 380 s. ISBN 978-80-907855-2-6.
- HOŘAVA, Jiří. Artbedekr, aneb, Rádce a průvodce trhem s uměním v ČR: veselé i smutné povídání pro začátečníky i profesionály. Třeboň: Jiří Hořava vl. nákl. Sv. 1, 2020, 322 s., ISBN 978-80-270-7452-5; sv. 2., 2021, 199 s. ISBN 978-80-270-9996-2.
- KUDWEIS, Miloš. Numismatika a notafilie: základy sběratelství zájmových předmětů pro začátečníky. Praha: Albatros, 2017. ISBN 978-80-266-1207-0.
- KURKA, Ladislav et al. Sběratelství 1982: čtení o největších a pozoruhodných sbírkách Klubu sběratelů kuriozit. Praha: Ústř. kult. dům železničářů, 1982. 150 s. Edice sběratele / Ústř. kult. dům železničářů, čís. 16.
- LITOŠ, Petr. Sběratel historických palných zbraní: nábojové zadovky a revolvery. Praha: Naše vojsko, 2019. 205 s. ISBN 978-80-206-1788-0.
- RAVIK, Slavomír. Starožitnosti: slohy, sbírky, aukce, sběratelé. 3. přeprac. vyd. Praha: Svoboda, 1994. 270 s. ISBN 80-205-0251-3.
- RICHTR, Jan. Katalog čajových visaček = Catalog of tea labels = Katalogo de Tesaketaj etikedoj. 1. vyd. Svitavy: Jan Richtr, 2022. 148 s. ISBN 978-80-11-01823-8.
- VANEK, Marcel. Šutry pod lupou. 2. vyd. Sušice: Milahelp, 2017. 309 s. ISBN 978-80-87279-18-2.
- ŽVÁČEK, František a ZEMANOVÁ, Marta, ed. Abeceda netradičního sběratelství. Praha: Klub sběratelů kuriozit, 2004. 126 s., [24] s. obr. příl.